# Colpo di Stato in Honduras del 2009
Per Colpo di Stato in Honduras del 2009 si intende la crisi costituzionale ed il golpe militare che hanno caratterizzato la storia dell'Honduras nel 2009.

## Il colpo di Stato

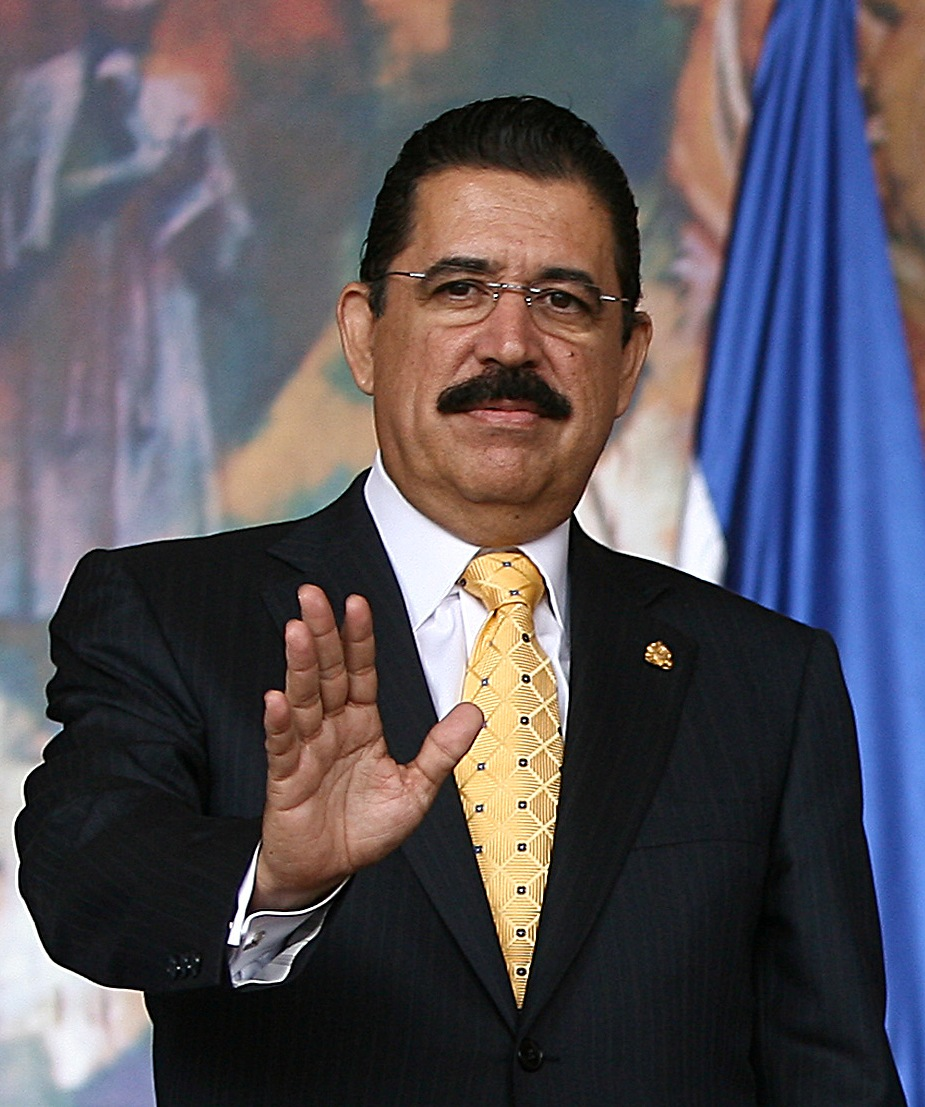
Il presidente Manuel Zelaya.

Il 28 giugno 2009 (in concomitanza con il referendum consultivo, cioè non vincolante, per l'elezione di un'assemblea costituente) il Presidente Manuel Zelaya è stato arrestato e l'Honduras è diventato scenario di un colpo di Stato militare ordinato dalla Corte Suprema. La Corte ha descritto il golpe come un atto in difesa della Costituzione. La Costituzione dell'Honduras, attraverso articoli non riformabili, fissa in quattro anni la durata della carica presidenziale, attribuendo esclusivamente al Parlamento il potere di apportare modifiche costituzionali (con l'esclusione degli articoli immodificabili) e vieta espressamente di variare la durata dell'incarico presidenziale e di abrogare la proibizione a un secondo mandato. Nelle ore della mattina Zelaya fu detenuto nella sua casa da militari e, in seguito, fu condotto con un aereo militare a San José, la capitale della Costa Rica. Nelle stesse ore vennero sequestrati gli ambasciatori di Venezuela, Cuba e Nicaragua (rilasciati svariate ore dopo).

## La posizione del Congresso

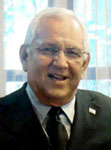
Il presidente ad interim Roberto Micheletti

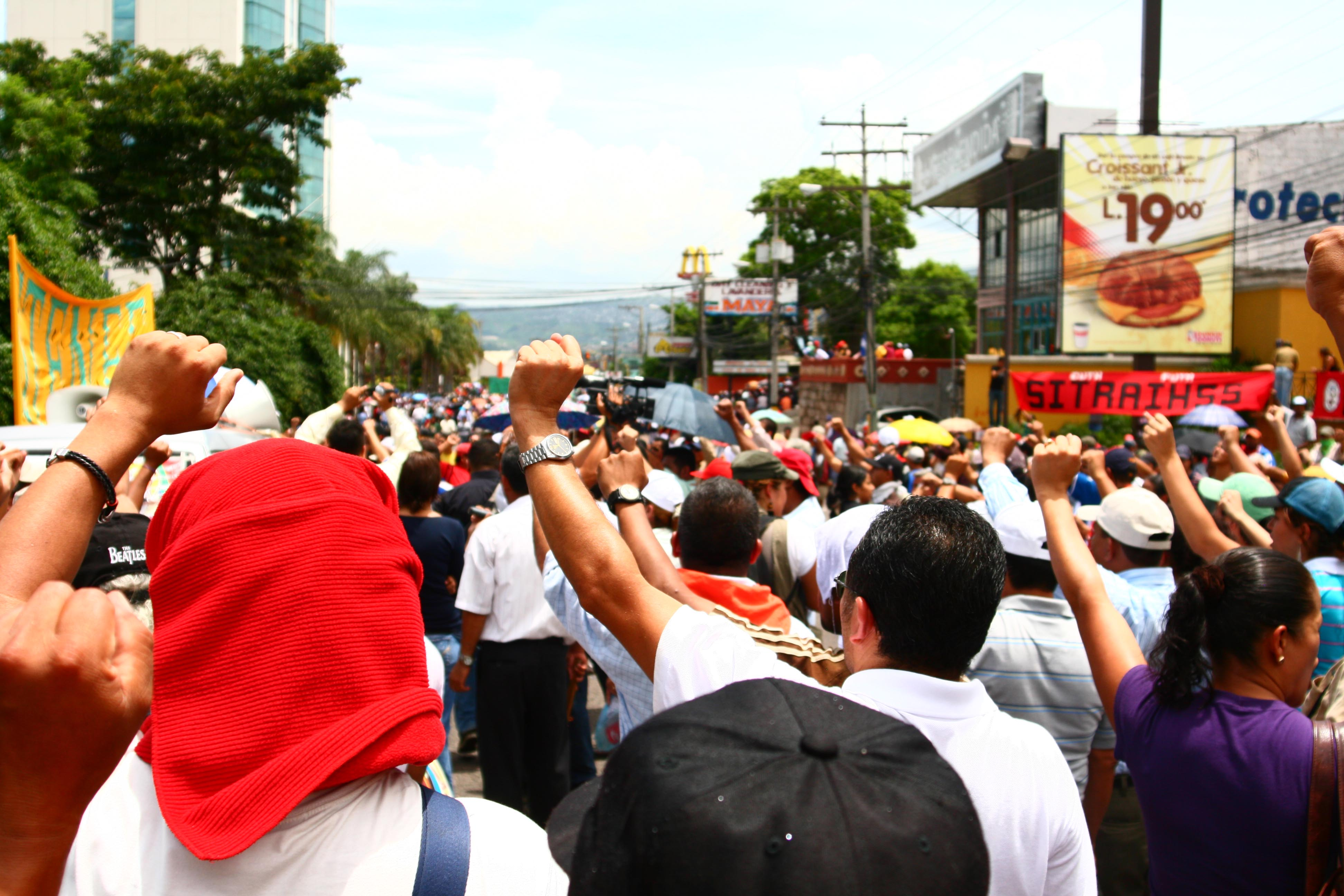
Manifestanti pro Zelaya davanti alla Casa Presidenziale a Tegucigalpa.

La sera dello stesso giorno nel Congresso venne letta una lettera di dimissioni del Presidente Zelaya che fu subito smentita dallo stesso Zelaya dalla Costa Rica. Il Congresso decise tuttavia di accettare le dimissioni e designò, come successore, il presidente del Congresso Roberto Micheletti con il compromesso che sarebbe restato in carica solo fino al termine di quello che doveva essere il mandato del Presidente Zelaya, nel gennaio del 2010.

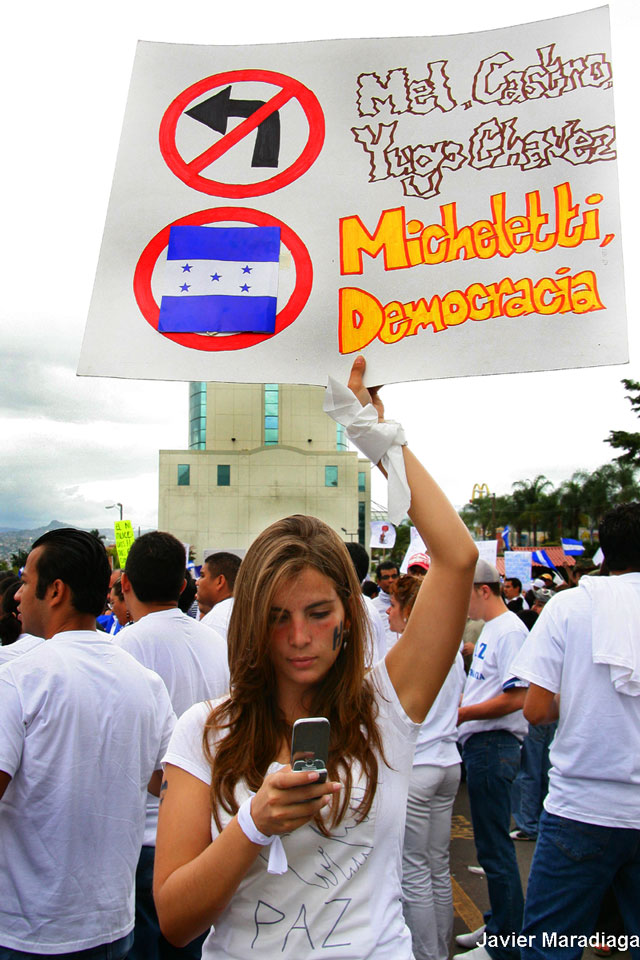
Manifestanti pro-Micheletti.

Le strade delle capitale sono pattugliate dalle forze dell'esercito ma 48 ore dopo l'investitura del presidente de facto Micheletti, molti settori sociali hanno indetto uno sciopero generale per richiedere l'immediato ritorno del Presidente Manuel Zelaya. Nelle prime ore del 29 giugno è stata intensificata la presenza militare nei pressi della casa presidenziale di Tegucigalpa dove migliaia di honduregni vicini a Zelaya stavano manifestando. La situazione in quelle ore si rese molto tesa vista la forte volontà dei manifestanti di non permettere a nessuno (se non al Presidente Zelaya) di entrare nella Casa Presidenziale. Gli osservatori internazionali dell'OEA (presenti per controllare il regolare sviluppo del referendum) hanno dichiarato a varie televisioni latinoamericane (tra cui Telesur) che non riconoscono Micheletti come Presidente dell'Honduras. Iris Xiomara Castro Sarmiento era l'ex First Lady dell'Honduras, ed era una leader del movimento che si opponeva al Colpo di Stato in Honduras del 2009 contro suo marito Manuel Zelaya, che era il Presidente tra il 2006 e il 2009. 
Nelle prime ore del 29 giugno 2009 le principali personalità politiche del continente americano si sono espresse in merito a quanto accaduto in Honduras. Il Presidente degli Stati Uniti Barack Obama ha condannato il colpo di Stato dichiarandosi seriamente preoccupato per la situazione honduregna e chiedendo “a tutti gli attori politici e sociali in Honduras di rispettare lo stato di diritto”, sulla stessa linea anche la Segretaria di Stato Hillary Clinton che ha dichiarato: “Sono stati violati i principi democratici” mentre l'ambasciatore degli Stati Uniti a Tegucigalpa Hugo Llorens, ha detto che "l'unico presidente che gli Stati Uniti riconoscono nel paese è Zelaya". Chavez ha minacciato di intervenire militarmente in appoggio al Presidente. Castro e i presidenti dei Paesi appartenenti all'ALBA hanno richiesto la deposizione del potere dell'alto comando del golpe.
Il 5 luglio Zelaya ha tentato di rientrare nel Paese con un jet privato partito da Washington insieme al Presidente dell'Assemblea dell'ONU, Miguel d'Escoto Brockmann, ma i militari hanno impedito l'atterraggio all'aeroporto di Tegucigalpa dirottandolo verso San Salvador. I manifestanti giunti sul posto per sostenere Zelaya si sono scontrati con le forze armate che hanno aperto il fuoco sulla folla uccidendo due persone. Nell'ambito della comunità internazionale è differenziata la posizione del Vaticano che tramite il nunzio in Honduras Luigi Bianco e il primate Oscar Andrés Rodríguez Maradiaga hanno esortato al dialogo tra i due presidenti (entrambi cattolici) e hanno chiesto a Zelaya di recedere dal proposito di tentare l'ingresso nel Paese e rivendicarne la guida, ed evitare così il bagno di sangue

## Le nuove elezioni
Nel novembre 2009 si sono tenute sotto la sorveglianza dei militari le elezioni presidenziali, con un grado di astensione del 70% da parte della popolazione honduregna (per protesta al mancato rispetto da parte della fazione di Micheletti dell'accordo siglato con la resistenza e patrocinato dagli Stati Uniti), elezioni vinte dall'esponente conservatore Porfirio Lobo Sosa, agronomo, che nel gennaio 2010 è succeduto al presidente ad interim Micheletti. Gli osservatori internazionali hanno giudicato lo svolgimento delle elezioni regolare, tuttavia il governo di Lobo non è stato riconosciuto dagli Stati dell'Alleanza Bolivariana per le Americhe, dell'Unasur e da molti altri Paesi.
Allo stato attuale la totalità dei Paesi dell'Unione europea ha riconosciuto il governo honduregno, così come diversi Paesi americani. Gli Stati Uniti hanno deciso di rimuovere l'embargo nei confronti del Paese, riprendendo le normali attività diplomatiche, considerando la crisi del 2009 un incidente nel percorso democratico che l'Honduras ha reintrapreso.
Il Fronte nazionale contro il golpe, organizzazione che rivuole l'insediamento di Zelaya, però continua a essere perseguitato. Allo stesso modo sono repressi tutti coloro che sono uniti con il Fronte, in particolare studenti, sindacalisti, docenti, attivisti per i diritti umani e contro il latifondismo, giornalisti e organizzazioni per i diritti gay.